# Elezioni regionali in Friuli-Venezia Giulia del 1964
Le elezioni regionali in Friuli Venezia Giulia del 1964 si sono svolte il 10 e 11 maggio 1964. Sono state le prime nella storia della Regione. La stessa, prevista dall'articolo 131 della Costituzione, era stata istituita con legge costituzionale 31 gennaio 1963, nr. 1, entrata in vigore il 16 febbraio 1963, che ne approvava lo statuto.
Lo statuto, all'art. 13, prevedeva l'elezione diretta del consiglio regionale; il numero dei consiglieri era stabilito in uno ogni 25.000 abitanti o frazioni superiori a 10.000, secondo i dati desunti dall'ultimo censimento. Con legge del 3 febbraio 1964, nr.3, il Parlamento Italiano ha approvato le norme per l'elezione del Consiglio regionale del Friuli-Venezia Giulia. Il regime previsto è un sistema proporzionale, senza elezione diretta del Presidente della Giunta. Tale legge ha aumentato il numero dei consiglieri regionali, che è stabilito in ragione di uno ogni 20.000 abitanti, o frazione superiore ai 10.000. Per tali elezioni il numero di consiglieri da eleggere è così fissato in 61.
Il primo partito è risultato la Democrazia Cristiana, col 43,1% dei voti, seguita dal Partito Comunista Italiano col 18,6% e dal Partito Socialista Italiano, col 10,7% dei suffragi. A seguito di quanto previsto dagli art. 35 e 36 dello Statuto il Consiglio regionale ha eletto, il 24 giugno 1964 la Giunta Regionale e Alfredo Berzanti, della DC, come primo presidente della Regione. Il 17 febbraio 1966 vi è stato un rimpasto della Giunta: Berzanti è stato confermato alla Presidenza.
Gli elettori chiamati al voto sono stati 881.231. Si sono recati al voto 780.108 cittadini, con un'affluenza pari all'88,52%.

## Sistema elettorale

### Natura del sistema
Secondo l'art.1 della legge elettorale l'assegnazione dei seggi tra le liste concorrenti è effettuata in ragione proporzionale, mediante riparto nelle singole circoscrizioni in cui è diviso il territorio regionale, con recupero dei voti residui in sede regionale. Ogni elettore dispone di un voto di lista e può attribuire delle preferenze, fino a due nelle circoscrizioni di Gorizia e Tolmezzo, fino a tre in quelle di Trieste e Pordenone, e fino a 4 in quella di Udine.

Fac-simile della scheda elettorale, per la circoscrizione di Trieste.

Viene applicato, in via generale, quanto disposto dal testo unico delle leggi per l'elezione della Camera dei deputati, approvato con decreto del Presidente della Repubblica 30 marzo 1957, n. 361.
Secondo l'art. 15 dello Statuto sono elettori del consiglio gli iscritti nelle liste elettorali dei Comuni della Regione (ovvero tutti i cittadini che abbiano compiuto 21 anni alla data delle elezioni), mentre sono eleggibili al consiglio regionale gli elettori che abbiano compiuto il 25º anno di età il giorno delle elezioni. L'ufficio di consigliere regionale è incompatibile con quello di membro di una delle Camere, di un altro Consiglio regionale, di un Consiglio provinciale, o di sindaco di un Comune con popolazione superiore a 10.000 abitanti. La legge prevede inoltre altri casi di inelegibilità e incadidabilità.
Gli artt. 25 e 26 della legge elettorale stabiliscono le operazioni per la determinazione della ripartizione dei seggi fra le liste e fra i candidati. L'ufficio centrale circoscrizionale, dopo il controllo delle schede e la raccolta dei dati, procede a determinare la cifra elettorale di ogni lista. Divide poi il totale delle cifre elettorali di tutte le liste per il numero dei seggi assegnati alla circoscrizione più uno, ottenendo così il quoziente elettorale circoscrizionale. Attribuisce, quindi, ad ogni lista tanti seggi quante volte il quoziente elettorale risulti contenuto nella rispettiva cifra elettorale. I seggi che rimangono non assegnati, vengono attribuiti al Collegio unico regionale. Tale Ufficio, inoltre, determina la cifra individuale di ogni candidato.
Successivamente l'Ufficio centrale regionale determina il numero dei seggi non attribuiti nelle circoscrizioni e, per ciascuna lista, il numero dei voti residuati. Procede quindi alla somma dei predetti voti per tutte le liste aventi lo stesso contrassegno. In seguito divide la somma dei voti residuati di tutti i gruppi di liste per il numero dei seggi da attribuire; nell'effettuare la divisione trascura l'eventuale parte frazionaria de quoziente. Il risultato costituisce il quoziente elettorale regionale.
Divide, poi, la somma dei voti residuati di ogni gruppo di liste per tale quoziente: il risultato rappresenta il numero dei seggi da assegnare a ciascun gruppo. I seggi che rimangono ancora da attribuire sono rispettivamente assegnati ai gruppi per i quali queste ultime divisioni hanno dato in maggiori resti e, in caso di parità di resti, a quei gruppi che abbiano avuto maggiori voti residuati: a parità di questi ultimi si procede a sorteggio.
I seggi spettanti a ciascun gruppo di liste vengono attribuiti alle rispettive liste nelle singole circoscrizioni seguendo la graduatoria decrescente dei voti residuati espressi in percentuale del relativo quoziente circoscrizionale. A tal fine si moltiplica per cento il numero dei voti residuati di ciascuna lista e si divide il prodotto per il quoziente circoscrizionale.

### Ripartizione in circoscrizioni
Il territorio della Regione è ripartito in circoscrizioni elettorali corrispondenti ai circondari soggetti alla giurisdizione dei tribunali. Le circoscrizioni di Trieste e Gorizia corrispondono al territorio delle relative provincie, mentre la provincia di Udine è ripartita in tre circoscrizioni: Udine, Pordenone e Tolmezzo.
| Circoscrizione | Residenti | Seggi attribuiti |
| -------------- | --------- | ---------------- |
| Trieste        |           | 15               |
| Gorizia        |           | 7                |
| Udine          |           | 21               |
| Tolmezzo       |           | 6                |
| Pordenone      |           | 12               |
| Totale         |           | 61               |

## Principali avvenimenti

### Scelta della data
Il 22 febbraio 1964 il governo ha stabilito la data per l'elezioni del Consiglio regionale, fissandole per domenica 10 e lunedì 11 maggio 1964.

### Presentazione delle candidature
I partiti e i gruppi politici depositano presso la segreteria dell'Ufficio centrale regionale, dalle ore 8.00 del 31 marzo fino alle 20.00 del 5 aprile 1964.

## Composizione degli schieramenti
Proiettando i dati, ottenuti nelle provincie di Trieste, Gorizia e Udine alle politiche del 1963, alla coalizione al governo centrale (Governo Fanfani IV) composta da DC, PSDI e PRI, sarebbero spettati 28 seggi su 61, al Partito Comunista Italiano 10-11 seggi, al PSI 7-8 seggi, mentre alle opposizioni di centro-destra (PLI, PDIUM e MSI) andrebbero 6 seggi.
Nella circoscrizione di Trieste il MSI ha subito la scissione di Unione Nuova Europa, inoltre, rispetto alle politiche del 1963, si è presentato agli elettori anche il Partito Socialista Italiano di Unità Proletaria, nato nel gennaio 1964, da una scissione dell'ala sinistra del PSI. Hanno completato il quadro delle liste presenti due movimenti locali: la Slovenska Skupnost, movimento di raccolta degli sloveni cattolici, e il Movimento Indipendentista Triestino.

### Liste ammesse al voto
Le seguenti liste sono ammesse alla competizione elettorale:
- Democrazia Cristiana (DC)
- Movimento Indipendentista Triestino (MIT) (solo nella circoscrizione di Trieste)
- Movimento Sociale Italiano (MSI)
- Partito Comunista Italiano (PCI)
- Partito Democratico Italiano di Unità Monarchica (PDIUM) (non presente nella circoscrizione di Trieste)
- Partito Liberale Italiano (PLI)
- Partito Repubblicano Italiano (PRI)
- Partito Socialista Democratico Italiano (PSDI)
- Partito Socialista Italiano (PSI)
- Partito Socialista Italiano di Unità Proletaria (PSIUP)
- Slovenska Skupnost (SSk) (solo nelle circoscrizioni di Trieste e Gorizia)
- Unione Nuova Europa (UNE) (solo nella circoscrizione di Trieste)

## Numeri e costi delle elezioni

### Affluenza
Gli elettori chiamati al voto sono 881.231. Si sono recati al voto 780.108 cittadini, con un'affluenza dell'88,52%. Essendo le prime elezioni regionali non è possibile fare un contronto con l'affluenza di tornate precedenti, ma nelle politiche del 1963, nel territorio regionale, per l'elezione della Camera dei deputati, l'affluenza era stata del 93,87%.
L'affluenza più elevata è stata riscontrata nella circoscrizione di Gorizia, con oltre il 96% di votanti, quella più bassa nella circoscrizione di Tolmezzo, con meno del 79%.

### Schede bianche e nulle
Le schede bianche sono state 8.347, pari al 1,07% dei voti espressi, mentre le schede nulle o contestate sono state 12.845 (1,65 %).

## Risultati
I risultati in merito ai voti alle liste e la distribuzione dei seggi sono indicati nella seguente tabella:
| Liste | Liste                                            | voti    | %      | seggi |
| ----- | ------------------------------------------------ | ------- | ------ | ----- |
|       | Democrazia Cristiana                             | 327.081 | 43,10% | 28    |
|       | Partito Comunista Italiano                       | 140.845 | 18,56% | 11    |
|       | Partito Socialista Italiano                      | 81.153  | 10,70% | 7     |
|       | Partito Socialista Democratico Italiano          | 70.205  | 9,25%  | 6     |
|       | Partito Liberale Italiano                        | 46.700  | 6,15%  | 3     |
|       | Movimento Sociale Italiano                       | 46.538  | 6,13%  | 3     |
|       | Partito Socialista Italiano di Unità Proletaria  | 20.156  | 2,66%  | 1     |
|       | Slovenska Skupnost                               | 10.009  | 1,32%  | 1     |
|       | Partito Repubblicano Italiano                    | 6.799   | 0,90%  | 1     |
|       | Movimento Indipendentista Triestino              | 5.052   | 0,67%  | -     |
|       | Partito Democratico Italiano di Unità Monarchica | 3.656   | 0,48%  | -     |
|       | Unione Nuova Europa                              | 722     | 0,10%  | -     |
|       | Totale dei voti validi                           | 758.916 | 100,00 | 61    |
|       |                                                  |         |        |       |

## Analisi del voto

### Trend di voto
Essendo queste le prime elezioni regionali per il Friuli-Venezia Giulia non vi sono dati coi cui confrontare i risultati del 1964. Può essere però effettuato un confronto con i dati relativi al comprensorio regionale in merito all'elezione per la Camera dei deputati, avvenuta nel 1963.
La Democrazia Cristiana ha goduto di un leggero aumento dei voti, passando dal 42,6% a oltre il 43, così come il Partito Comunista Italiano, che ha guadagnato tre decimi. I due partiti socialisti sono arretrati, in complesso del 3,8%, calo solo in parte colmato dal Partito Socialista Italiano di Unità Proletaria (non presente alle politiche), che ha ottenuto il 2,66%. A destra vi è stato l'incremento del Partito Liberale Italiano, che di fatto assorbe il calo di missini e monarchici. Tra i partiti locali vi è un buon aumento per la Slovenska Skupnost e un leggero rialzo per gli indipendentisti triestini.

#### Tabella riepilogativa
| Lista                                            | Diff. voti con Pol. 1963 |
| ------------------------------------------------ | ------------------------ |
| Democrazia Cristiana                             | 0,49                     |
| Partito Comunista Italiano                       | 0,33                     |
| Partito Socialista Italiano di Unità Proletaria  | 2,66                     |
| Partito Socialista Italiano                      | 2,96                     |
| Partito Socialista Democratico Italiano          | 0,85                     |
| Partito Repubblicano Italiano                    | 0,08                     |
| Partito Liberale Italiano                        | 0,48                     |
| Movimento Sociale Italiano                       | 0,25                     |
| Partito Democratico Italiano di Unità Monarchica | 0,50                     |
| Slovenska Skupnost                               | 0,61                     |
| Movimento Indipendentista Triestino              | 0,14                     |
| altri                                            | 0,02                     |

### Analisi territoriale del voto
La Democrazia Cristiana ha sfiorato il 50% dei seggi sia nella circoscrizione di Udine che in quella di Pordenone, ha sfiorato il 46% a Tolmezzo, è andata oltre il 41% a Gorizia, e si è fermata al 32,2 in quella di Trieste. In compenso il Partito Comunista Italiano ha ottenuto i suoi risultati migliori a Gorizia (col 24,5%) e a Trieste (col 23,6%). Nelle circoscrizione di Udine, Pordenone e Tolmezzo ha ottenuto percentuali attorno al 15%.
Il Partito Socialista Italiano ha ottenuto il risultato migliore a Tolmezzo (col 15,5%), dove è secondo partito, come il Partito Socialista Democratico Italiano che nella circoscrizione tolmezzina supera per voti anche il PCI (13,8% a 12,2%). Il Partito Liberale Italiano e il Movimento Sociale Italiano hanno ottenuto le migliori performance nella circoscrizione di Trieste (rispettivamente il 9,7% e l'11,8%).

#### Tabella riepilogativa
| Lista                                            | Voti e percentuali | Voti e percentuali | Voti e percentuali | Voti e percentuali | Voti e percentuali |
| ------------------------------------------------ | ------------------ | ------------------ | ------------------ | ------------------ | ------------------ |
| Lista                                            | Trieste            | Gorizia            | Udine              | Tolmezzo           | Pordenone          |
| Democrazia Cristiana                             | 68.935 (32,3%)     | 38.093 (41,2%)     | 124.154 (49%)      | 28.132 (45,9%)     | 67.173 (48,9%)     |
| Partito Comunista Italiano                       | 50.282 (23,6%)     | 22.584 (24,5%)     | 39.104 (15,4%)     | 7.488 (12,2%)      | 21.385 (15,4%)     |
| Partito Socialista Italiano                      | 12.431 (5,8%)      | 8.149 (8,8%)       |                    |                    |                    |
| Partito Socialista Democratico Italiano          | 16.393 (7,7%)      | 7.737 (8,4%)       |                    |                    |                    |
| Partito Socialista Italiano di Unità Proletaria  | 2.597 (1,2%)       | 2.121 (2,3%)       | 5.354 (2,1%)       | 2.400 (4,2%)       | 7.687 (5,5%)       |
| Partito Liberale Italiano                        | 20.703 (9,7%)      | 4.561 (4,9)        | 13.832 (5,5%)      | 2.569 (4,2%)       | 5.216 (3,7%)       |
| Movimento Sociale Italiano                       | 25.168 (11,8%)     | 4.662 (5,1%)       | 11.196 (4,4%)      | 2.063 (3,4%)       | 4.372 (2,5%)       |
| Partito Democratico Italiano di Unità Monarchica | Non presente       | 634 (0,7%)         | 1.803 (0,7%)       | 431 (0,7%)         | 780 (0,6%)         |
| Partito Repubblicano Italiano                    | 3.968 (1,9%)       | 774 (0,8%)         | 1.159 (0,4%)       | 236 (0,4%)         | 661 (0,5%)         |
| Slovenska Skupnost                               | 6.957 (3,3%)       | 3.051 (3,3%)       | Non presente       | Non presente       | Non presente       |
| Movimento Indipendentista Triestino              | 5.049 (2,4%)       | Non presente       | Non presente       | Non presente       | Non presente       |
| Unione Nuova Europa                              | 722 (0,3%)         | Non presente       | Non presente       | Non presente       | Non presente       |

## Esito delle elezioni
La prima riunione del neoeletto Consiglio regionale si è tenuta il 26 maggio 1964: in assenza di una sede definitiva per l'assemblea i consiglieri si sono riuniti presso la sala consiliare del municipio di Trieste. Il primo presidente del Consiglio regionale è stato l'esponente della Democrazia Cristiana Teodoro de Rinaldini, eletto nel corso della prima seduta.
A seguito di quanto previsto dagli art. 35 e 36 dello Statuto il Consiglio regionale ha eletto, il 24 giugno 1964 la Giunta Regionale e il triestino Alfredo Berzanti, della DC, come primo presidente della Regione, sostenuto, oltre che dal suo partito, anche da PSDI e PRI. Tale coalizione disponeva di 37 seggi su 61.
Il 17 febbraio 1966 vi è stato un rimpasto della Giunta, con l'entrata nella maggioranza anche del PSI. Berzanti è stato confermato alla Presidenza.

### Tabella riepilogativa
| N. | Ritratto         | Ritratto       | Nome (Nascita-Morte)         | Mandato        | Mandato                         | Partito              | Giunta     | Composizione    |
| -- | ---------------- | -------------- | ---------------------------- | -------------- | ------------------------------- | -------------------- | ---------- | --------------- |
| 1º |                  |                | Alfredo Berzanti (1920-2000) | 24 giugno 1964 | 17 febbraio 1966                | Democrazia Cristiana | Berzanti I | DC (8)-PSDI (3) |
| 1º | 17 febbraio 1966 | 1º luglio 1968 | Alfredo Berzanti (1920-2000) | Berzanti II    | DC (8)-PSI (2)-PSDI (2)-PRI (1) | Democrazia Cristiana |            |                 |